# Lista över insjöar i Tomelilla kommun
Detta är en lista över sjöar i Tomelilla kommun baserad på sjöns utloppskoordinat. Om någon sjö saknas, kontrollera grannkommunens lista eller kategorin Insjöar i Tomelilla kommun.

## Lista
| Namn             | Koordinat                                     | Sjöid         | VYID          | Yta (km²) | Strandlinje (km) | Höjd (m) | Maxdjup (m) | Volym (m³) | HARO  | Natura 2000      |
| ---------------- | --------------------------------------------- | ------------- | ------------- | --------- | ---------------- | -------- | ----------- | ---------- | ----- | ---------------- |
| Mossen           | 55°28′55″N 13°58′28″Ö / 55.48189°N 13.97456°Ö | 615177-138426 |               |           |                  |          |             |            | 89000 |                  |
| Smedstorpsdammen | 55°33′47″N 14°06′41″Ö / 55.56309°N 14.11139°Ö | 616059-139313 |               |           |                  |          |             |            | 88089 |                  |
| Tunbyholmssjön   | 55°35′48″N 14°07′34″Ö / 55.59653°N 14.12613°Ö | 616412-139407 | 616429-139415 | 0,0964    | 1,53             | 85       |             |            | 88089 |                  |
| Verkasjön        | 55°43′06″N 13°59′09″Ö / 55.71823°N 13.98595°Ö | 617808-138546 | 617806-138567 | 0,07      | 1,12             | 107,9    | 2,1         | 132 000    | 88089 | Verkeåns dalgång |
|                  | 55°45′22″N 14°00′45″Ö / 55.75617°N 14.01238°Ö | 618224-138744 |               |           |                  |          |             |            | 88089 |                  |